# Legend of the Starborn
Legend of the Starborn är det svenska power metal-bandet Veonitys tredje studioalbum. Det släpptes i november 2018 på Sliptrick Records och föregicks av singlarna "Guiding Light" och "Outcasts of Eden".
Skivan producerades av Veonity tillsammans Ronny Milianowicz (ShadowQuest, ex-Dionysus, ex-Saint Deamon). Skivan gästas av Patrik Selleby (Bloodbound, ShadowQuest) och Tommy Johansson (ReinXeed). Med en speltid på en timme och tretton minuter är det bandets längsta album.

## Låtlista
1. "Rise Again" – 6:17
2. "Starborn" – 5:51
3. "Guiding Light" – 6:00
4. "Winds of Asgard" – 5:29
5. "Outcasts of Eden" – 4:32
6. "Sail Away" – 5:13
7. "The Prophecy" – 0:58
8. "Warrior of the North" – 6:00
9. "Gates of Hell" – 6:02
10. "Freedom Vikings" – 6:36
11. "Lament" – 5:16
12. "To the Gods" – 5:24
13. "United We Stand" – 5:00
14. "Beyond the Horizon" – 4:27

## Medverkande
Musiker
- Kristoffer Lidre – basgitarr
- Joel Kollberg – trummor
- Samuel Lundström – gitarr
- Anders Sköld – sång, gitarr

Bidragande musiker
- Patrik Selleby – sång
- Paul Logue – berättarröst
- Tommy Johansson – sång

Produktion
- Ronny Milianowicz – producent, studiotekniker, mixning
- Tony Lindgren – mastering
- Thomas Holmstrand – omslagskonst